# Saint-Beauzile
Saint-Beauzile (okzitanisch Sant Bausèli) ist eine südfranzösische Gemeinde mit 129 Einwohnern (Stand 1. Januar 2022) im Département Tarn in der Region Okzitanien. Die Gemeinde gehört zum Arrondissement Albi und zum Kanton Vignobles et Bastides. Die Einwohner werden Saint-Beauzilois und Saint-Beauziloises genannt.

## Geografie
Saint-Beauzile liegt in der Région naturelle Gaillacois, etwa 56 Kilometer nordöstlich von Toulouse und etwa 28 Kilometer westnordwestlich von Albi. Das Gebiet der Gemeinde wird durch den Bach Vervère, den Bach Candèze, den Bach Las Costes, den Bach Escourou und einen weiteren kleinen Wasserlauf entwässert.
Der nordwestliche Teil des Gemeindegebiets gehört zu dem Naturschutzgebiet „Forêt de Grésigne et environs“ im Rahmen des Natura 2000-Netzwerks.
Umgeben wird Saint-Beauzile von den Nachbargemeinden Vaour im Norden und Nordwesten, Campagnac im Norden und Osten, Vieux im Südosten, Le Verdier im Süden, Sainte-Cécile-du-Cayrou im Südwesten sowie Castelnau-de-Montmiral im Westen und Südwesten.

## Bevölkerungsentwicklung
| Jahr                       | 1962 | 1968 | 1975 | 1982 | 1990 | 1999 | 2006 | 2013 | 2020 |
| Einwohner                  | 136  | 136  | 114  | 111  | 115  | 108  | 112  | 120  | 132  |
| Quellen: Cassini und INSEE |      |      |      |      |      |      |      |      |      |

## Sehenswürdigkeiten
- Kirche Saint-Jean-Baptiste
- Kapelle Notre-Dame im Ortsteil Cabane